# 西原洋知
西原 洋知（にしはら ひろとも、生年不明）は、日本の材料工学者。東北大学材料科学高等研究所、東北大学多元物質科学研究所教授。専門は炭素材料学。長野県松本市出身。
株式会社3DC 代表取締役CTO
www.3dc.co.jp

## 経歴
- 1996年（平成8年）3月 - 長野県松本深志高等学校 卒業
- 2000年（平成12年）3月 - 京都大学工学部工業化学科 卒業[1]
- 2005年（平成17年）3月 - 同大学院工学研究科化学工学専攻 博士後期課程修了、博士（工学）[1]
- 2005年（平成17年）4月 - 東北大学多元物質科学研究所助手に着任
- 2011年（平成23年）8月 - 東北大学多元物質科学研究所准教授に着任
- 2013年（平成25年）10月～2017年3月 - JSTさきがけ「超空間制御と革新的機能創成」研究員（兼任）
- 2016年（平成28年）9月 - カセサート大学 特別招聘教授（兼任）[1]。
- 2017年（平成29年）4月～2018年3月 - カナダのカルガリー大学客員教授（兼任）[1]
- 2020年（令和2年）4月 - 東北大学材料科学高等研究所教授に着任（多元物質科学研究所教授を兼任）